# Selección de baloncesto sub-20 de la Unión Soviética
La selección de baloncesto sub-18 y sub-20 de la Unión Soviética era un equipo nacional juvenil de baloncesto masculino de la Unión Soviética. Representó al país en competiciones internacionales de baloncesto menores de 18 y menores de 20 (menores de 18 y menores de 20), hasta la disolución de la Unión Soviética en 1991. En 1992, el equipo nacional masculino de baloncesto sub-18 de la CEI representó la Comunidad de Estados Independientes en competiciones internacionales menores de 18 años. Después de 1992, los países sucesores crearon sus propios equipos nacionales.

## Participaciones

### Copa Mundial
| Año   | Pos.             | PJ | G  | P  |
| ----- | ---------------- | -- | -- | -- |
| 1979  | 5°               | 8  | 4  | 4  |
| 1983  | Medalla de plata | 10 | 8  | 2  |
| 1987  | 7°               | 7  | 4  | 3  |
| 1991  | 9°               | 8  | 7  | 1  |
| Total | 4/4              | 33 | 23 | 10 |

### Campeonato Europeo Sub-18
| Año                 | Pos.              | PJ  | G  | P  |
| ------------------- | ----------------- | --- | -- | -- |
| 1964                | Medalla de oro    | 5   | 5  | 0  |
| 1966                | Medalla de oro    | 5   | 5  | 0  |
| 1968                | Medalla de oro    | 7   | 7  | 0  |
| 1970                | Medalla de oro    | 7   | 7  | 0  |
| 1972                | Medalla de bronce | 7   | 4  | 3  |
| 1974                | 5°                | 9   | 7  | 2  |
| 1976                | Medalla de plata  | 8   | 7  | 1  |
| 1978                | Medalla de oro    | 7   | 7  | 0  |
| 1980                | Medalla de oro    | 7   | 6  | 1  |
| 1982                | Medalla de oro    | 7   | 7  | 0  |
| 1984                | Medalla de oro    | 7   | 6  | 1  |
| 1986                | Medalla de plata  | 7   | 6  | 1  |
| 1988                | 5°                | 7   | 5  | 2  |
| 1990                | Medalla de plata  | 7   | 5  | 2  |
| Representando a CIS |                   |     |    |    |
| 1992                |                   | 7   | 5  | 2  |
| Total               | 15/15             | 104 | 89 | 15 |